# Les Acafellas
Les Acafellas est le troisième épisode de la série télévisée américaine Glee. L'épisode est diffusé pour la première fois sur la chaîne Fox le 16 septembre 2009. Il est réalisé par John Scott et écrit par le créateur de la série Ryan Murphy. L'épisode voit le directeur du glee club Will Schuester (Matthew Morrison) former un groupe masculin a cappella, les Acafellas, et négliger le club pour consacrer son temps à sa nouvelle aventure. Les New Directions luttent avec la chorégraphie et résistent aux tentatives de sabotage par les membres de l'équipe des cheerleaders. Mercedes (Amber Riley) nourrit des sentiments romantiques pour Kurt (Chris Colfer), qui révèle son homosexualité en faisant son coming out. 
Le chanteur Josh Groban est invité pour jouer son propre rôle, John Lloyd Young apparaît comme enseignant de l'atelier de menuiserie Henri St. Pierre, et Victor Garber et Debra Monk jouent les parents de Will. L'épisode reprend sept chansons dont La camisa negra, de façon instrumentale, effectuée à la guitare par Mark Salling. Les enregistrements studios de deux des chansons interprétées sortent en singles et sont disponibles en téléchargement numérique et deux autres pistes apparaissent également sur l'album Glee: The Music, Volume 1.
L'épisode est vu par 6,69 millions de téléspectateurs américains et reçoit des avis mitigés de la part des critiques. Tim Stack de Entertainment Weekly et Mike Hale du New York Times saluent le retour de Stephen Tobolowsky dans le rôle de Sandy Ryerson, tandis que Ryan Brockington du New York Post et Raymund Flandez du The Wall Street Journal font l'éloge de la reprise par Riley de Bust Your Windows de Jazmine Sullivan. Cependant, Rachel Ray, qui examine l'épisode pour The Independent, le juge « survendu [...] sans inspiration, confus et avec une intrigue simple pour démarrer. ».

## Résumé
Quand Rachel (Lea Michele) s'interroge sur les capacités chorégraphiques de Will durant une réunion du glee club, il forme un groupe a cappella entièrement masculin, les Acafellas, pour établir sa confiance. Le groupe se compose à l'origine de Will, de l'entraîneur de football américain Ken Tanaka (Patrick Gallagher), le professeur de menuiserie Henri St. Pierre (John Lloyd Young) et Howard Bamboo (Kent Avenido), un collègue au travail de la femme de Will Terri (Jessalyn Gilsig). Après leur premier spectacle, toutefois, Henri et Howard quittent le groupe et Will les remplace par le membre du glee club Finn (Cory Monteith) et par le joueur de football américain Puck (Mark Salling). L'ancien directeur du glee club Sandy Ryerson (Stephen Tobolowsky) rejoint également le groupe en ayant réussi à organiser la venue du chanteur Josh Groban pour leur prochaine représentation. Même si la star complimente leur interprétation de I Wanna Sex You Up, il révèle qu'il n'a assisté au spectacle que pour demander à Sandy d'arrêter de le harceler.
En l'absence de Will, le glee club embauche Dakota Stanley (Whit Hertford), un célèbre chorégraphe, pour les aider à les entraîner pour les Nationales. Les cheerleaders Quinn (Dianna Agron), Santana (Naya Rivera) and Brittany (Heather Morris) espèrent que la sévérité notoire de Stanley va inviter certains membres du club à le quitter, ce qui favorise leur plan pour saboter le club. Bien que Stanley critique fortement le groupe, Rachel convainc les membres que leurs différences leur donnent un avantage unique et licencie le chorégraphe. Les cheerleaders conduisent également Mercedes à croire que Kurt a des sentiments pour elle, ce qui entraîne sa douleur quand il repousse ses avances. Elle croit qu'il a des sentiments pour Rachel et, en colère envers Kurt, Mercedes casse le pare-brise de sa voiture et chante Bust Your Windows. Il lui avoue plus tard qu'il est gay et les deux se réconcilient. L'entraîneuse des cheerleaders, Sue Sylvester (Jane Lynch), est en colère que le club soit maintenant plus fort que jamais et punit Quinn et Santana. Quinn se venge en remerciant Sue de l'avoir aidée à réaliser que croire en elle-même annule la nécessité d'amener les autres personnes vers le bas. Will réalise que sa passion est d'enseigner et non d'être un artiste, et décide de revenir au glee club.

## Production
Les membres récurrents du casting qui apparaissent dans Les Acafellas sont Stephen Tobolowsky pour l'ancien directeur du glee club Sandy Ryerson, Patrick Gallagher pour l'entraîneur de football américain Ken Tanaka, Iqbal Theba pour le Principal Figgins, Kent Avenido pour l'employé de Sheets and Things Howard Bamboo et Naya Rivera et Heather Morris pour les membres du glee club Santana Lopez et Brittany Pierce. Whit Hertford apparaît en guest star dans le rôle du chorégraphe Dakota Stanley. Cheyenne Jackson était, à l'origine, censé jouer Dakota Stanley mais, quand il est arrivé en Californie, il a appris qu'il avait la grippe. John Lloyd Young joue Henri, « un professeur de menuiserie retraité avec un chant excellent » et Victor Garber et Debra Monk jouent les parents de Will. Morrison est « ravi » par le rôle de Garber, dont il est fan de longue date. Josh Groban reçoit un rôle spécial de guest star, jouant, pour Colfer, « lui-même comme ce connard ignorant ». Le rap de Morrison dans l'épisode est une habilité déjà acquise avec Gilsig commentant : « Il peut le faire. Il ne ressemblait pas à une blague, il a effectivement l'air totalement authentique, et il était fantastique. Je pense qu'il a juste une gamme musicale incroyable. Des gens comme ça qui ont chanté toute leur vie, ils ont une telle maîtrise de cela. ». Riley considère le coming out de Kurt dans l'épisode « très émouvant » et comme « une de [ses] scènes préférées ». Colfer décrit la scène comme « très respectueuse et très touchante ... très, très réelle et sérieuse ».

## Musique
L'épisode contient des reprises de For He's a Jolly Good Fellow, This Is How We Do It de Montell Jordan, Poison de Bell Biv DeVoe, Mercy de Duffy, Bust Your Windows de Jazmine Sullivan, I Wanna Sex You Up de Color Me Badd et une performance instrumentale de La camisa negra de Juanes. Les enregistrements studios de Bust Your Windows et Mercy sortent en singles et sont disponibles en téléchargement numérique. Bust Your Windows est également présente sur l'album bande-originale Glee: The Music, Volume 1, avec un enregistrement studio de I Wanna Sex You Up qui est inclus en piste bonus sur les disques achetés chez Target.

## Réception

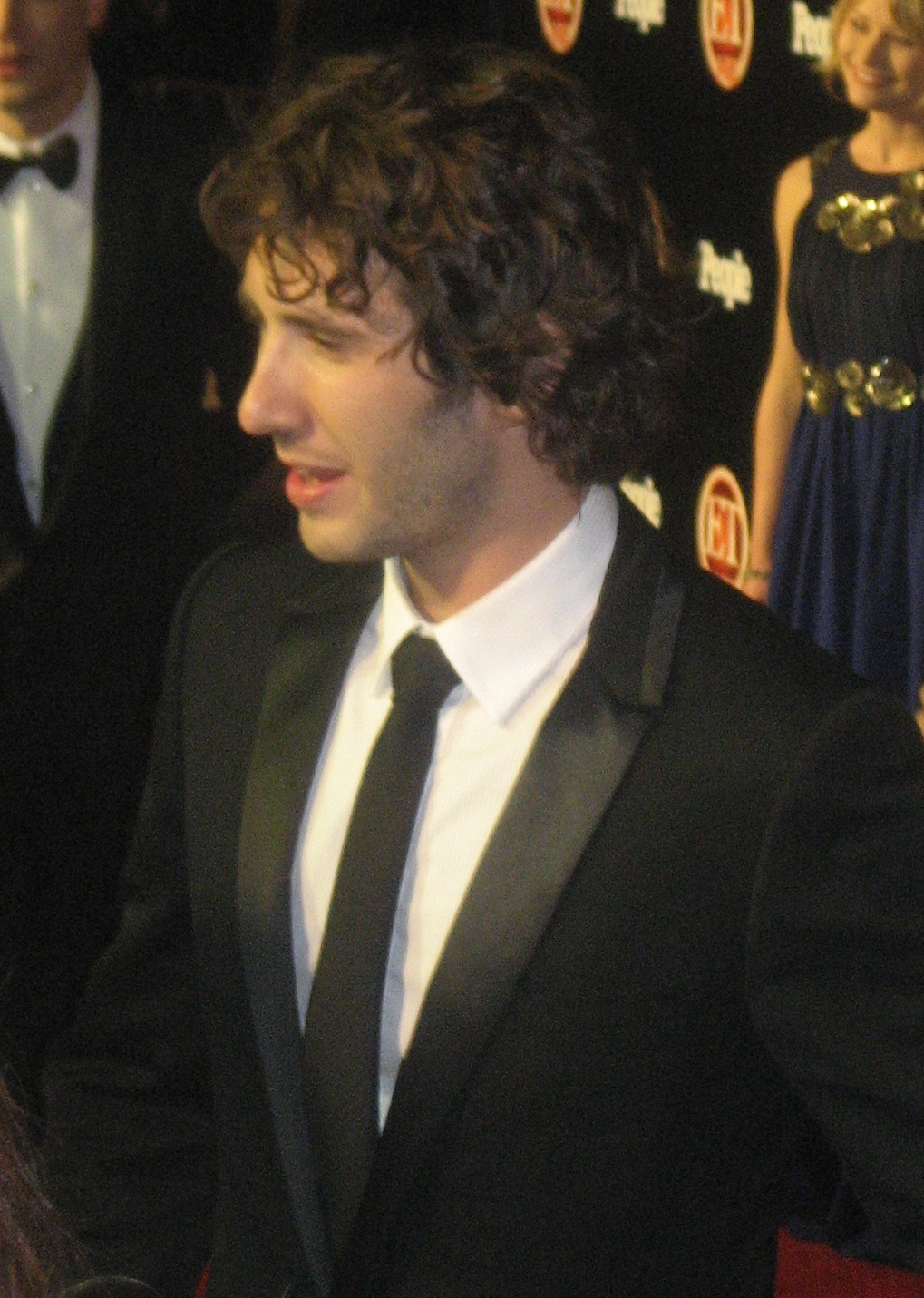
Mike Hale du The New York Times appelle l'apparition en caméo de Josh Groban le meilleur moment de l'épisode.

Les Acafellas est regardé par 6,69 millions de téléspectateurs américains et atteint sur l'échelle de Nielsen un 3,2/9 (côte d'écoute/note) dans la tranche d'âge des 18-49 ans. Il est la dixième émission la plus regardée au Canada lors de la semaine de sa diffusion avec 1,44 million de téléspectateurs. Au Royaume-Uni, l'épisode est diffusé juste après l'épisode pilote et est vu par 1,68 million de téléspectateurs (1,29 million sur E4 et 398 000 en différé), devenant le programme le plus regardé sur le câble lors de la semaine de sa diffusion.
L'épisode reçoit des avis mitigés des critiques. Tim Stack de Entertainment Weekly examine l'épisode positivement, le jugeant potentiellement meilleur que l'épisode précédent. Stack écrit que le meilleur aspect de l'épisode est l'accent mis sur des personnages précédemment plus mineurs comme Puck, Mercedes et Kurt. Il félicite Lynch dans le rôle de Sue et écrit « Sandy par Stephen Tobolowsky est également devenu l'un des personnages les plus fiables pour ses grandes répliques et rires. ». Il est déçu que Garber ne chante pas dans son rôle du père de Will mais espère qu'il reviendra pour les épisodes futurs. Ryan Brockington du New York Post déclare que « la clé de cet épisode se trouve directement chez les rôles féminins », louant Michele dans le rôle de Rachel, Agron pour Quinn et Riley pour Mercedes en notant que dans Les Acafellas, Riley a « finalement eu la chance de briller ». Raymund Flandez du Wall Street Journal complimente la reprise par Riley de Bust Your Windows qu'il trouve « sensationnelle », Mercy par les Vocal Adrenaline comme aussi « passionnante qu'une jambe mis au-dessus des épaules » et considère l'interprétation par les Acafellas de I Wanna Sex You Up « bébête » mais note : « c'est sur le lycée. Bébête est de rigueur. ». Shawna Malcom du Los Angeles Times écrit que bien que Bust Your Windows soit « exagéré [...] l'émotion derrière tout cela est réelle. ».
Mike Hale du New York Times critique l'épisode, examinant la « marche de plus en plus rapide vers le pays de Hallmark » du programme. Il commente que si Les Acafellas ne correspond pas au niveau de l'épisode pilote, il est plus drôle que Tout le Monde Adore le Disco et salue le retour de Stephen Tobolowsky dans le rôle de Sandy Ryerson. Hale appelle le caméo de Groban le « plus amusant de tout » l'épisode mais dans l'ensemble note : « L'humour ne peut pas rattraper le manque de numéros avec une grande production [...] Le problème pour cette émission va toujours être la façon de combler les vides entre les chansons. Un grand nombre des intrigues en cours, comme Will et le bébé fantôme de sa femme sont déjà vieillissants, donc il incombe aux producteurs de garder ces vides les plus courts possible. ». Rachel Ray, qui examine l'épisode pour The Independent juge Glee « survendu [...] sans inspiration, confus et avec une intrigue simple pour démarrer ». Ray écrit que le « message optimiste » de Glee est « remplacé par la tentative du programme à être plus sombre que les séries dramatiques du lycée incolore, inodore et sans saveur ». Comme Hale, Ray commente que : « La musique devrait être la fonction rédemptrice de Glee mais ce ne l'est pas car le téléspectateur n'a jamais un goût satisfaisant des talents musicaux des membres du casting ». Shawna Malcom critique l'incarnation de Terri et Will dans l'épisode, jugeant Terri « au-delà de l'ennuyeux » mais écrit : « Je suis convaincu que le créateur Ryan Murphy va approfondir le personnage de Jessalyn Gilsig au fil du temps. Ses excuses apparemment sincères à Will pour ne pas être plus favorable à son boys band est une belle première étape. ». Sur Will, Malcom pose la question : « N'est-ce pas l'impression que son engagement envers le Glee Club fond assez rapidement ? [...] Comment pourrait-il tourner le dos si facilement? ». Plus positivement, Malcom appelle la scène du coming out de Kurt « adorable ». Elle écrit que l'apparition de Groban est drôle à « rire aux éclats » tandis que Stack commente : « Il était un peu aléatoire, mais il en vaut la peine pour la scène où Groban frappe sur la mère de Will. ».